# Alto's Adventure
Alto's Adventure（アルトの冒険）は、Team Altoによって開発されたスノーボードゲームである。このゲームに終わりはなく、延々と続く幻想的な空間を滑りながらラマやコインを集めたり、途中で技を決めたりして楽しむ。このゲームは、Pocket Gamerで金賞を受賞した。

## ゲームプレイ

アニメーション

プレイヤーは画面の右側に向かって自動的に移動し、ジャンプするタイミングのみを制御できる。画面を一回タップするとジャンプし、空中で長押しをするとトリックを実行する。ステージや地形は自動生成され、BGMはBrian Crawfordによって作曲された、終わりのない楽曲が使用されている。天候が度々変化し、長い時間をかけて朝と夜を繰り返す。
ゲームには、ゴールと呼ばれるさまざまなミッションが存在し、一回のプレイで3つだけプレイヤーに付与される。これらをクリアすることでレベルが上がっていき、ゲーム内のアンロックが進んでいく。ミッションの難易度は、進めるごとに増していく。
ゲームは、キャラクターが何かしらの危害を被るまでは終了しない。ゲームが終了する要素としては、障害物（岩、焚き火）に衝突する、崖や亀裂に落ちてしまう、長老に追いつかれてしまう、などが挙げられる。仮にそれらの危害を被り、ゲームがストップしたとしても、ショップで購入できるアイテム（後述）などを駆使してその場からリスタートすることもできる。ただ、ゲームオーバーになっても何度でも再プレイができるので、基本的には対策をする必要はない。

## ゲーム内の詳細
アイテム
- コイン - プレイ中に点々と見つけることができる。拾ったコインはアイテム購入に使える。コインは道標の役割も果たしている。まれにコインの配置がラマの形になっていたりする。
- マグネット - 前述の「コイン」を集めやすくするアイテム。マグネット独自の磁力により、コインの近くを通るとコインがプレイヤーキャラクターに引き寄せられる。一定時間経つと効果が消える。たまに落ちていたり。
- 青い羽 - 一定時間の間、プレイヤーを障害物、岩などの危険から守ってくれる。これはアイテム独自の浮遊システムによるもので、リニモのように少しだけ浮いて滑ることで、足元の危険を排除してくれる。ただ、崖や亀裂には普通に落ちてしまうので注意が必要。
- ウイングスーツ - プレイ中にアイテムとして落ちていたりするものではないが、ショップなどでアップグレードやアンロックをすることで使用できる。ウイングスーツは、プレイ中にトリックの蓄積がある条件まで達すると自動的に付与される。これにより、プレイヤーは一定時間の間、空中を飛行することが可能になる。ウイングスーツは、使用できる時間が限られているが、前述のとおりトリックの蓄積が付与の条件であるため、ウイングスーツ使用中にトリックを蓄積することで、ウイングスーツを継ぎはぎながらも使い続けることができる。また、タッチ操作で飛行モードと通常モードを切り替えることができるため、複雑なトリックや、トリックのコンボなども決めやすくなる。
- ヘルメット - 障害物から身を守ってくれる。一度だけ復活が可能。衝突回避のアイテムではなく、また落下を阻止するためのものでもないが、エアバッグのように衝突した場合に備えてもっておくべきもの。ショップでコインを使って購入できる。
- ラマの角 - 上記と同様、ショップなどで購入することでつかえる。これを使うことでラマの大群を呼び寄せることができ、ラマを捕まえるのにうってつけ。ショップには他にも役に立つアイテム、アップグレード項目などが存在するが、本項では省略しておく。

キャラクター
- 長老 - 操作できるキャラクターではなく、ゲームプレイ中にたびたび登場するキャラクター。プレイヤーを見つけると追ってくるが、崖を飛び越えてしまえば追ってくることはない。
- ラマ - 雪山にある、主人公が住むところから逃げ出してしまった存在。主人公はラマを捕まえるためにスノーボードで滑走する。
- 鳥 - ゲームの邪魔をするものではないが、ミッション中の「〇羽の鳥を驚かす」などで必要とされる。
- アルト - 標準キャラクター。および主人公。スピード、トリックともに平均的。
- マヤ - トリックを決めやすいが少し遅い。
- バズ - 重い。初速とフリップが遅い。
- イゼル - アルトのやや上位互換的存在。
- チュパ - 回転が早く、速度もそれなりに出る。アンロックの最終キャラクター。

障害物
- 岩 - 頻繁に出現する基本的な障害物。上に着地すると、トリック判定になる。まれに岩が密集しているところがある。
- 焚き火 - 長老が使用している。
- 崖 - 滑走スピードが足りないと、飛び越えられずに落ちてしまう。トリックを決め続け、勢いを失わないように気をつける。
- 亀裂 - 崖の、スケールが小さいバージョン。滑走スピードはそこまで必要ない。崖より頻繁に現れる。
- ジャンプ台 - 滑走スピードに応じてジャンプの飛距離が伸びる。崖や急斜面の手前などに設置されている。大技を決めるチャンス。
- 万国旗 - 高い位置にある。万国旗のロープを滑ることでグラインドというトリックを決められる。障害物が現れず、距離も長いので安全かつ安定的。崖に橋のような形で設置されている場合もある。
- 氷面 - この上を滑ることで、滑走スピードが大幅に上昇する。一定時間、障害物（岩、焚き火など）を破壊できる状態になる。
- 屋根 - ゲーム中には、たまに民家や村が出現する。それらの建物の屋根は、万国旗と同様にグラインドに利用できる。

トリック
- バックフリップ - 空中で、後方に1回転する。2回転するとダブルバックフリップ、3回転するとトリプルバックフリップとなる。4回転目以降はバックフリップが繰り返される。ただし、ウイングスーツでも使用しない限りは3回転以上決めることは容易ではない。
- グラインド - 万国旗や屋根の上を滑る。
- エルダー - 追ってくる長老から逃げ延びる。
- ロックバウンス - 岩の上に着地して跳ねる。
- トリックは地面に着地するまで蓄積され、着地した瞬間にエネルギーが消費される。エネルギーは滑走スピードや無敵状態（岩などを破壊できる状態）に変換される。ウイングスーツを利用して、着地を遅らせながらトリックを決め続けることで、莫大なエネルギーを蓄積できる。トリックは連続して何回も（地面に着くまで）決めることができ、上限はない。また、エネルギーはややゆっくりと消費されるため、エネルギーをわずかに残した状態でトリックを繰り返し行なっていくことで、ウイングスーツの付与条件に達することができる。蓄積の状態はキャラクターのマフラーの長さで判別できる。

ミッション
- 1回の滑走でコインを〇枚集める
- 1回の滑走で〇羽の鳥を驚かす
- 〇ポイントのコンボを決める
- 1回の滑走で〇mグラインドする
- その他「キッスザレール（4mグラインドする）、空中でラマを捕まえる、ロープの上に着地する、ロープや屋根の上から2回転を決める」

出典:

## 開発
Alto's Adventureは、トロントを拠点とするインディーゲームの開発スタジオであるSnowmanと、イギリスのデヴォンを拠点とするプログラマーのHarry Nesbittとの共同作品である。Snowmanは、
Jordan Rosenbergと
Ryan Cashによって設立された。Harryを含めた3人は、Team Altoとして知られている。
開発当初、彼らは「シンプルでモバイル向け、リズミカルで直感的なスノーボードゲーム」をつくりたいと考えていた。また、他の類似したゲームのことをあまり良く思っておらず、昔ながらかつ先進的で洗練されたゲーム、繊細でスタイリッシュでミニマリストなデザインに仕上げることを考えていた。
2012年、トニーホークゲームとWindosillから着想を得て、「楽しくて前向きな目標」「習得しやすくマスターするのが難しいトリック」などの特徴をAlto's Adventureに盛り込むことが計画された。その後もJOURNEY（風ノ旅ビト）、Jetpack Joyride、Tiny Wings、Ski Safariといったゲームを参考に、開発が進められた。
2015年2月19日、初めてiOS向けにリリースされた。ゲーム内広告やアプリ内購入などのオフセットを排除したため、ダウンロード料金を多めに請求することで収入不足に陥らないようにした。アプリを買い切り型にした理由について、Ryan Cashは「古き良きゲームプレイの感覚に戻りたい。くだらないものが入っていない、カジュアルなゲームを作りたかった。」と語っている。
2018年2月21日、続編としてAlto's Odysseyが公開された。こちらは前作とは打って変わって、雄大な砂漠が舞台となっている。アイテムや障害物の種類も増えている。

## 受賞歴
- Pocket Gamer Gold Award[12]
- Unity Awards 2015 Finalist[13]
- App Store Best of 2015
- Google Play Awards 2016 Standout Indie[14]
- Product Hunt（英語版） Game of the Year